# فيكرام تشاندرا (روائي)
فيكرام تشاندرا (بالإنجليزية: Vikram Chandra)‏ (23 يوليو 1961، نيودلهي في الهند)؛ كاتِب، سيناريست وروائي أمريكي-هندي. درس في جامعة كولومبيا.